# Luciano Antonelli
Luciano Nicolás Antonelli (Buenos Aires, 14 luglio 1979) è un allenatore di calcio a 5 ed ex giocatore di calcio a 5 argentino.

## Carriera

### Club
Talentuoso laterale offensivo dotato di notevole ordine tecnico, giunse in Italia nel 2000 ad Arzignano proveniente dal Club Social y Deportivo Parque di Buenos Aires. Antonelli rimarrà particolarmente legato alla società berica, giocandovi in Serie A2 e Serie A ai tempi del Grifo nonché nelle categorie minori in seguito alla crisi societaria e alla conseguente rifondazione del 2010. Ha condiviso con l'amico Fabrizio Amoroso buona parte della carriera, formando una delle coppie offensive più importanti del panorama nazionale. Nel dicembre del 2003 fu ceduto alla Luparense nell'ambito dell'operazione che portò all'acquisto del brasiliano Sandrinho del Prato. Antonelli vestì in seguito le maglie di numerose società, principalmente di Serie A2. Tra le esperienze, si segnala anche un biennio al Burela nella División de Plata spagnola. Tornato per la terza volta all'Arzignano, durante la stagione 2013-14 contribuisce alla vittoria dei play-off e al raggiungimento della finale di Coppa Italia di Serie B, persa tuttavia contro il Montesilvano. Dopo dodici anni nel campionato italiano, nell'ottobre 2014 fa ritorno in patria, accasandosi al San Lorenzo. Conclusa la carriera da giocatore, rimane al San Lorenzo come assistente del neoallenatore Planas.

### Nazionale
Con la selezione argentina Antonelli ha raccolto 15 apparizioni, disputando anche due tornei internazionali ovvero il Mundialito 2002 giocato a Reggio Calabria e il torneo delle Piramidi in Egitto.

## Palmarès
- Campionato di Serie A2: 1

Giampaoli Ancona: 2004-05
- Campionato di Serie B: 2

Cogianco: 2009-10
Atl. Arzignano Cornedo: 2012-13
- Coppa Italia di Serie B: 1

Cogianco Genzano: 2009-10